# Centrum Infectieziektebestrijding
Het Centrum Infectieziektebestrijding (CIb) is een onderdeel van het Nederlandse Rijksinstituut voor Volksgezondheid en Milieu (RIVM) en heeft tot doel infectieziekten te signaleren, te bestrijden en zo mogelijk te voorkomen door:
- het verkrijgen van inzicht in infectieziekten (diagnostiek, surveillance en wetenschappelijk onderzoek);
- coördinatie infectieziektebestrijding en internationale samenwerking alsook preventie;
- advisering, voorlichting en subsidieverstrekking ter bevordering van effectieve infectieziektebestrijding en -preventie.

Het centrum bundelt bij RIVM alle inhoudelijke expertise rond infectieziekten waaronder epidemiologie, outbreakonderzoek, outbreakmanagement, diagnostiek en beleid.

## Geschiedenis
In 2003 vond de SARS-uitbraak plaats. Er bleek meer coördinatie en afstemming noodzakelijk. Het centrum is in 2005 opgericht gelijktijdig met het European Centre for Disease Prevention and Control. Bij de oprichting werd Roel Coutinho directeur. Vanaf 2013 tot 2024 was Jaap van Dissel directeur van het CIb. Op 1 mei 2024 werd hij opgevolgd door Menno de Jong.
Het centrum verzorgt het secretariaat van het Landelijk Overleg Infectieziektebestrijding en de directeur van het centrum zit het Outbreak Management Team voor. Onder het centrum valt het Landelijk Centrum Hygiëne en Veiligheid.